# Nogat
Die Nogat ist ein 62 km langer Mündungsarm der Weichsel, der im Gegensatz zum Hauptarm nicht in die Danziger Bucht, sondern ins Frische Haff mündet.

## Name
Der Mündungsarm wurde 1236 („fluvium Nogatum“) erstmals schriftlich erwähnt. Der Name könnte in Zusammenhang mit dem indogermanischen Verb *neh2gʰ-e- für 'schwimmen' stehen.

## Flusslauf

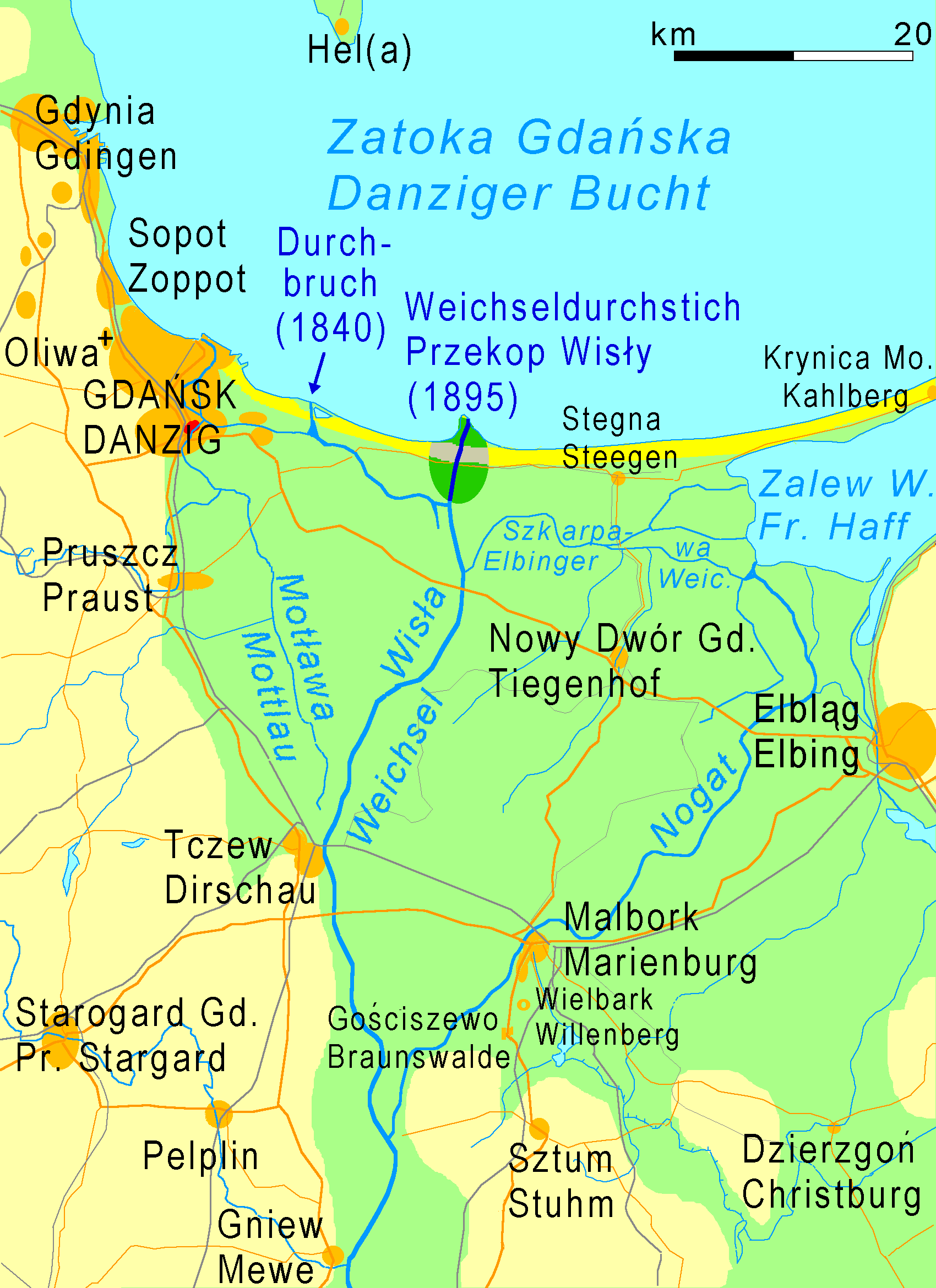
Lage der Nogat im Weichseldelta

Die Nogat zweigt bei Biała Góra (Weißenberg) von der Weichsel ab und nimmt kurz darauf das Wasser der Liwa (Liebe) auf. Danach strebt sie über Malbork (Marienburg) nach Nordosten bzw. in Richtung Elbing, ohne die Stadt jedoch zu erreichen: Etwas nordwestlich von ihr mündet die Nogat in den Südwestteil des Frischen Haffs.
Das Einzugsgebiet der Nogat umfasst 1.330 km².
Von 1920 bis 1939 bildete die Nogat die Staatsgrenze zwischen dem Deutschen Reich (Ostpreußen) und der Freien Stadt Danzig. In dieser Eigenschaft spielt der Fluss eine Rolle in der Biographie von Marion Gräfin Dönhoff.

## Quellfluss
Die Nogat war nicht immer mit der Weichsel verbunden, sondern bezog zeitweise ihr ganzes Wasser aus der Liwa (Liebe). Diese fließt von Prabuty (Riesenburg) zuerst west- und dann südwärts nach Kwidzyn (Marienwerder), wo sie in einem U-förmigen Lauf nach Norden abknickt. Fortan fließt sie parallel zur bzw. östlich der Weichsel nordwärts, um in Biała Góra (Weißenberg) in die Nogat zu fließen.

## Städte
Städte an ihrem Verlauf sind:
- Biała Góra (Weißenberg)
- Malbork (Marienburg in Westpreußen)

Städte in ihrer Nachbarschaft sind
- Sztum (Stuhm)
- Elbląg (Elbing)

An der Liwa liegt die Stadt
- Kwidzyn (Marienwerder)